# Bathynellidae
Famille
Les Bathynellidae sont une famille de crustacés malacostracés.

## Liste des genres
Selon World Register of Marine Species (25 décembre 2017) :
- Agnathobathynella Schminke, 1980
- Antrobathynella Serban, 1966
- Austrobathynella Delmare Deboutteville & Serban, 1973
- Baicalobathynella Birstein & Ljovuschkin, 1967
- Bathynella Vejdovsky, 1882
- Camachobathynella Ranga Reddy, Shaik & Totakura, 2015
- Clamousella Serban, Coineau & Delamare Deboutteville, 1971
- Delamareibathynella Serban, 1992
- Gallobathynella Serban, Coineau & Delamare Deboutteville, 1971
- Hispanobathynella Serban, 1989
- Hobbsinella Camacho, Hutchins, Schwartz, Dorda, Casado & Rey, 2017
- Indobathynella Ranga Reddy & Totakura, 2012
- Meridiobathynella Serban, Coineau & Delamare Deboutteville, 1971
- Morimotobathynella Serban, 2000
- Nannobathynella Noodt, 1969
- Nihobathynella Serban, 2000
- Pacificabathynella Schminke, 1988
- Paradoxibathynella Serban, 2000
- Paradoxiclamousella Camacho, Dorda & Rey, 2013
- Parameridiobathynella Serban & Leclerc, 1984
- Parauenobathynella Serban, 2000
- Pseudantrobathynella Schminke, 1988
- Pseudobathynella Serban, Coineau & Delamare Deboutteville, 1971
- Sardobathynella Serban, 1973
- Serbanibathynella Ranga Reddy & Schminke, 2005
- Tianschanobathynella Serban, 1993
- Transkeithynella Serban & Coineau, 1975
- Transvaalthynella Serban & Coineau, 1975
- Uenobathynella Serban, 2000
- Vandelibathynella Serban, Coineau & Delamare Deboutteville, 1971
- Vejdovskybathynella Serban & Leclerc, 1984

## Publication originale
- Grobben, 1905 : Lehrbuch der Zoologie, begründet von C. Claus, neubearbeitet von Dr Karl. Grobben. 7th ed., vol. 1, p. 1-995.